# Wydawnictwo MG
Wydawnictwo MG – polskie wydawnictwo książkowe z siedzibą w Warszawie, założone w 2007 roku przez Dorotę Malinowską-Grupińską.

## Działalność
Wydawnictwo specjalizuje się przede wszystkim w literaturze polskiej – klasyce i literaturze współczesnej. Wśród autorów są Leopold Tyrmand, Maria Rodziewiczówna, Gabriela Zapolska, Józef Ignacy Kraszewski, Józef Hen, Grażyna Bąkiewicz, Daniel Koziarski,  Zofia Mossakowska, Katarzyna Enerlich, Zbigniew Białas, Krzysztof Beśka, Agata Tuszyńska, Jan Antoni Homa, Magdalena Starzycka, Joanna Chmielewska.
Wydawnictwo publikuje też klasykę obcą, przede wszystkim angielskich pisarzy wiktoriańskich: Charlotte Brontë, Anne Brontë, Roberta Louisa Stevensona, Arthura Conana Doyle’a i Charlesa Dickensa.
Część wznawianej klasyki literatury obcej oparta jest na starszych przekładach, co w przypadku Braci Karamazow Fiodora Dostojewskiego, wydanego w niepełnym przekładzie Barbary Beaupre z 1913 spotkało się z krytyką Zakładu Literatury i Kultury Rosyjskiej Uniwersytetu Wrocławskiego.
Od 2014 roku wydawnictwo współpracuje z redakcją magazynu „Nigdy Więcej”, która obejmuje patronatem wydawane publikacje.